# Sinagoga di Parma
La sinagoga di Parma è un luogo di culto ebraico dalle forme neoclassiche situato in vicolo Fratelli Cervi 4 a Parma.

## La storia
Gli ebrei rientrarono a Parma nel XIX secolo, due secoli dopo l'espulsione del 1555. La sinagoga fu inaugurata nel 1866 in un edificio del centro cittadino, a poca distanza da piazza Garibaldi. Niente tradisce dall'esterno la presenza del luogo di culto, che a differenza di altre sinagoghe del periodo è privo di facciata monumentale.
Si accede alla sala di preghiera attraverso due rampe di scale; una terza rampa porta al matroneo.
La vasta sala poligonale riprende la forma del lucernaio al centro al soffitto ed è decorata con pareti dipinte marmorizzate intervallate da finte colonne con capitelli scuri. L'aron ligneo settecentesco proviene dall'antica sinagoga di Colorno; gli altri arredi (la tevah e i banchi) sono dell'Ottocento. Il matroneo si affaccia sulla sala con una elegante loggia addossata alla parete di ingresso; sul parapetto è appoggiata una grata lignea.   
Durante la seconda guerra mondiale gli arredi e gli argenti della sinagoga furono nascosti alla Biblioteca Palatina per essere restituiti alla fine del conflitto. Gli oggetti più preziosi sono oggi custoditi nel Museo ebraico Fausto Levi di Soragna.
Nel 1985 la sinagoga è stata restaurata con il contributo del Comune ed è tuttora in uso per la piccola comunità ebraica di Parma.